# 郭沁
郭沁（2000年8月2日—），中国女歌手，出生于湖南长沙，是2017年《中国新歌声》第二季那英战队冠军及全國总亚军。

## 简历
郭沁于2017年参加歌唱比赛节目《中国新歌声》第二季，获得那英战队冠军及全國总亚军。